# 라운드큐브
라운드큐브(Roundcube)는 웹 기반 IMAP 이메일 클라이언트이다. 라운드큐브의 가장 두드러진 특징은 Ajax 기술의 광범위한 사용이다. 라운드큐브는 스킨과 플러그인을 제외하고 GNU 일반 공중 사용 허가서(GPL-3.0 이상)의 조건이 적용되는 자유-오픈 소스 소프트웨어이다.

## 역사
약 20년 간의 개발 끝에 2008년 초에 라운드큐브의 첫 번째 안정적인 릴리스가 발표되었다.
2023년 11월, 오픈 소스 파일 호스팅 소프트웨어 제품군인 넥스트클라우드는 라운드큐브와의 파트너십을 발표했다.